# Molossus coibensis
Molossus coibensis é uma espécie de morcego da família Molossidae. Pode ser encontrada na América Central e do Sul.